# Дуброво (Волховський район)
Дуброво (рос. Дуброво) — присілок у Волховському районі Ленінградської області Російської Федерації.
Населення становить 23 особи. Належить до муніципального утворення Усадищенське сільське поселення.

## Історія
Згідно із законом № 56-оз від 6 вересня 2004 року належить до муніципального утворення Усадищенське сільське поселення.

## Населення
| 1838 | 1862 | 1997 | 2007 | 2010 | 2017 |
| ---- | ---- | ---- | ---- | ---- | ---- |
| 155  | ↗170 | ↘21  | →21  | ↘20  | ↗23  |